# 아이티 혁명
아이티 혁명(프랑스어: Haitian Revolution, 1791년 ~ 1804년)는 프랑스 식민지 생도맹그에서 일어나 그 결과로 노예제가 폐지되고 아프리카 출신의 사람들이 지배하는 최초의 공화국인 아이티를 세운 혁명을 말한다. 노예제가 시행되었던 시절 동안 신세계에서 수백개의 반란이 일어났지만, 1791년에 일어났던 생도맹그의 반란만이 새 나라로의 영원한 독립을 성공적으로 이뤄냈다. 아이티 혁명은 신세계 아프리카인의 역사에서 중대한 전환점으로 손꼽힌다.
하지만 독립 정부가 아이티에 세워진 뒤에도, 아이티 사회에서는 프랑스 식민 지배 아래서 나타났던 현상이 그대로 지속됐다. 혁명 이전, 소수의 프랑스인들은 글을 읽을 줄 모르는 다수의 가난한 사람을 폭력과 협박을 통해 다스렸다. 당시 지배층 남성과 아프리카계 여성 사이의 혼혈아이들이 태어났고, 이런 혼혈 아이들은 다른 아이들과 달리 (남자아이들은) 교육과 훈련을 받아 군대에 들어갔기 때문에 물라토의 후손들은 혁명 이후에 아이티의 엘리트 계급이 되었다. 혁명이 일어날 때 즈음, 많은 혼혈인들은 이미 부를 쌓을만한 사회적 자본을 가지고 있었고, 일부는 이미 토지를 가지고 있기도 했다. 일부 혼혈인들은 자기 자신을 프랑스의 노예라기 보다는 지배층이라고 생각해 프랑스 출신의 식민지 지도층과만 교제를 하는 경우도 있었다. 혁명 뒤에도 이런 자들이 정치와 경제를 쥐고 있었기 때문에, 농부였던 다른 대부분의 아이티 사람들과 두 개의 사회적 계급을 만들었다. 또 1820년대에는 프랑스 은행들이 아이티를 새로운 국가로 인정하고 아이티에 대한 정치적, 경제적 봉쇄를 풀기 위해 아이티가 노예주들에게 배상하기를 요구했기 때문에 국가의 미래는 배상을 하는데 돈을 빌려주었던 프랑스 은행들에 저당잡힌 것과 마찬가지였다. 거액의 노예주에 대한 배상은 아이티의 경제에 지속적으로 영향을 미쳤다.

## 배경
카리브해의 지주들은 유럽의 설탕에 대한 기호를 이용해 자신들의 플랜테이션 농장에서 얻어진 설탕을 북미에서 나온 식량이나 유럽의 상품과 교환했다. 1730년부터 프랑스의 기술자들은 사탕수수 생산을 늘리기 위해 복잡한 관개 시설을 건설해 1740년대에는 생도맹그는 자메이카와 더불어 세계 설탕의 주요 공급지가 되었다. 설탕 생산을 위해서는 많은 아프리카계 노예의 수작업이 필요했다. 하지만 설탕을 팔아 자신들의 부를 쌓은 백인 농장주들은 노예들이 자신들의 수보다 10배 이상 많다는 사실을 알게되었고 노예들의 반란 가능성을 두려워했다.
1758년 백인 지주들은 굳건한 신분제가 세워지기 전까지 비백인 권리를 제한하는 법안을 통과하려 했다. 사학자들은 이 시기 사람들을 셋으로 나눈다. 맨 처음은 백인 지주로 블랑크라고 불렸다. 두 번째는 물라토나 유색자유인이라 불리던 혼혈이었다. 이들은 교육을 받았고 군복무를 하거나 농장을 감독했다. 이 계층 대다수 백인 농장주와 노예 어머니 사이의 자식들이었다. 다른 부류에 비해 열 배가량 수적 우세를 보였던 세번째 그룹은 아프리카 노예들이었다. 이들은 사망률이 높아서 농장주들은 계속 새 노예들을 수입해야했기에 백인 노예들의 문화는 아프리카에 매우 밀접해있었다. 이들은 불어 방언과 크레올어를 썼으며 크레올은 물라토와 백인이 노예들과의 의사 소통을 위해 썼다.
백인 이주민들과 흑인 노예들은 자주 무력 충돌을 겪었다. 마룬이라고 불리던 도망 노예 집단은 통제를 벗어난 숲속에 살았다. 이 집단은 종종 설탕과 커피 농장을 공격했고, 이런 공격이 성공함으로써 아이티 흑인들은 정치적 목적을 위해 폭력과 잔인한 방식을 사용할 수 있음을 깨닫게 되었다. 마룬 집단의 구성원 수는 매우 크게 늘어났지만, 이 집단은 대규모의 목표를 실행하기 위한 리더십과 전략을 갖지는 못했다. 실질적인 최초의 마룬 지도자는 카리스마가 넘치는 부두교의 주술사였던 프랑소와 마칸달로, 아프리카 전통과 종교를 이용해 흑인 저항 세력을 하나로 뭉치는 업적을 쌓았다. 마칸달은 농노 간의 비밀 조직의 네트워크를 결성해 1751년부터 1757년까지의 반란을 이끌었다. 1758년에 마칸달이 프랑스군에 의해 잡혀 화형에 처해졌지만, 마룬 집단은 그의 죽음 이후에도 무력 투쟁을 계속했다.

## 1789년의 상황
1789년 생도맹그는 당시 전 세계 설탕의 40%를 생산하며 프랑스가 가진 가장 값진 식민지가 됐다. 생도맹그는 카리브해의 노예 식민지 중 가장 부유하고 발전하는 곳이었다. 이 사회의 가장 낮은 계급은 노예 흑인들로, 백인과 자유인들에 비해 그 수가 8배나 많았다. 1789년에 카리브해의 노예는 약 100만명이 있었는데, 이 섬에만 전체 노예의 절반 정도가 살고 있었다. 이 노예의 대부분은 아프리카 출신이었다. 카리브해에서 사망률은 출산률보다 높았기 때문에 지속적으로 아프리카 노예들을 수입해야 했다. 노예 인구는 과로, 영양 부족, 의식주의 문제, 의료 부족 등과 성별 불균형(남성이 여성보다 많음)으로 인해 매년 2 ~ 5%의 속도로 줄었다.
일부 노예들은 가사 노동이나 하인 또는 장인 역할을 하는 도시 노예들의 크레올 엘리트 층을 이루기도 했다. 상대적으로 혜택을 받던 이런 계층은 아메리카 대륙에서 태어난 노예들로, 힘들게 일하는 하층 노예들이 아프리카에서 태어난 것과 대조를 이뤘다.
생도맹그의 북부 해안은 가장 큰 설탕 수수 농장을 가진 비옥한 지역이었다. 여기서 노예 아프리카인들은 마시프라는 높은 산맥으로 식민지의 다른 곳과 고립된 채 여러 사람들이 함께 생활했다. 이 지역은 식민지를 경제적으로 자립시키고 싶어했던 그랑 블랑(grand blancs)이라 불리던 부유한 백인 이주민들의 권좌였다.
1789년 생도맹그에 있던 40,000명의 백인 이주민 중 유럽 출신 프랑스인들이 주요 행정 직책을 독점했다. 그랑 블랑이라 불리던 설탕 농장주들은 대개 귀족들이었다. 이 농장주의 대부분은 주기적으로 식민지를 휩쓸던 황열병을 피하고자 가능한한 빨리 프랑스로 돌아가고 싶어했다. 쁘띠 블랑(petits blancs)이라 불리던 평민 백인들은 장인, 상인, 노예 상인, 감독관, 일일 노동자 등의 직업을 갖고 있었다. 이 시기 장 드 꿀레(gens de couleur)라 불리던 생도밍그의 유색 자유인은 28,000명 이상이었다. 많은 유색 자유인은 장인, 감독관, 저택의 하인 등으로 일했다.
백인, 유색자유인, 흑인 노예 간의 계급, 인종간 갈등 뿐 아니라 생도맹그에는 북부, 남부, 서부간의 지역 간 갈등도 있었다. 또 생도맹그의 독립을 주장하는 사람들을 비롯해 프랑스에 충성하는 사람들, 스페인 측 사람들, 영국 측 사람들 등 다양한 집단 간에 경제적으로 중요했던 생도맹그의 권력을 잡기 위한 갈등도 있었다.

## 프랑스 혁명의 영향
1789년 프랑스 혁명이 발발하여 혁명세력이 국민의회를 구성하였다. 국민의회는 8월 26일에 모든 사람은 평등하고 자유롭다는 내용을 기초로한 《프랑스 인권 선언》을 발표하여 혁명이념을 만천하에 공포하였다. 프랑스 혁명과 인권선언은 생도맹그의 분쟁 과정에 영향을 주었고, 생도맹그 시민들은 프랑스 혁명 정신을 환영하며 열렬히 지지했다. 현지 흑인노예들과 혼혈인들은 '자유, 평등, 우애'의 원칙을 생도맹그에도 적용되기를 희망했다.
생도맹그 섬의 흑인들은 부유한 유럽 농장주들이 생도맹그에 무역 제한을 가한 것에 반발해 독립을 하려 한다는 소식을 듣기 시작했다. 아프리카인들은 생도맹그가 농장주들에 의해 독립할 경우, 자신들의 처우가 더 악화될 것을 우려해 프랑스에 충성을 다하는 사람들 및 영국인들과 동맹을 맺었다.
1780년대부터 생도맹그의 줄리앙 래몽(Julien Raimond)으로 대표되는 유색 자유인들은 백인과의 평등을 위해 프랑스에 활발히 의견을 제시했다. 래몽은 프랑스 혁명을 계기로 이 문제를 프랑스 국민의회에서 다뤄지는 식민지에 대한 중요한 문제로 만들었다. 1790년 10월, 뱅승 오제(Vincent Ogé)는 제헌국민의회에서 통과된 법을 보고 파리에서 생도맹그로 돌아와 흑인에 대한 투표권을 주장했다. 식민지 총독이 투표권 부여를 거부하자 오제는 캡 프랑새(Cap Francais) 부근에서 일어난 잠시간의 폭동을 이끌었다. 오제는 1791년 초에 잡혀 거열형으로 잔인하게 처형당했다. 오제는 노예제에 반대하는 투쟁을 펼치지는 않았으나, 그의 잔인한 처형은 1791년 8월 노예 반란군이 봉기를 결정하게 된 중요한 이유 중 하나로 꼽히게 되었다. 이 시점까지의 분쟁은 백인의 분파간, 또는 백인과 자유 유색인간의 분쟁이었다. 노예 흑인들은 이 분쟁을 관망하고 있었다.
18세기 프랑스 작가 미라보는 생도맹그 백인들이 직면해있었던 노예 봉기의 위기를 가리켜 백인들이 "베수비오 화산 아래서 자고 있었다"는 표현을 쓰기도 했다.

## 투생의 지도

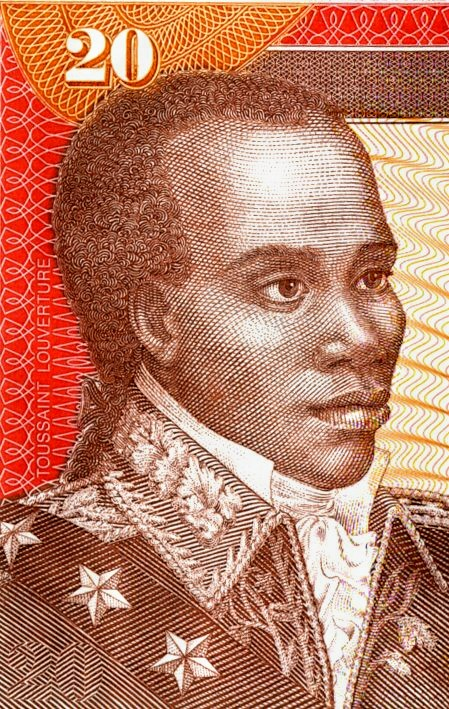
투생 루베르튀르

가장 뛰어난 흑인 지휘관 중 한 사람은 투생 루베르튀르이었다. 원래 가사 노예였던 그는 독학으로 공부했다. 투생의 군사적 지도하에 반란을 일으킨 노예들은 프랑스에 대해서 우위를 점하며 생도맹그의 대부분을 손에 넣을 수 있었다. 그러나 투생은 섬을 장악한 후 프랑스에 굴복하지 않고, 자치 정권을 수립하여 섬을 효과적으로 지배했다. 투생은 레제 페리시테 송토냐, 앙드레 리고 및 에두빌 백작 등의 라이벌에 대한 지배권을 둘러싼 권력 투쟁에 성공했다. 에두빌 백작은 리고와 투생과 넘기어려운 쐐기를 박은 후 프랑스로 도망갔다. 투생은 1798년에는 영국 원정대를 물리치고, 옆에 있는 산토도밍고까지 침략하여 1801년에는 그곳의 노예를 해방시켰다. 프랑스의 장군 에티엔느 라보는 1794년 5월 프랑스군과 함께 스페인과 싸우자고 투생을 설득했다. 한편 송토냐는 1793년 8월 29일에 《노예제도 폐지》를 선언했다.
1801년 투생은 생도맹그 헌법을 시행하여 자치 정부를 만들기로 하고, 투생 자신이 종신총독이 될 것을 결의했다. 나폴레옹은 투생을 수익 나는 식민지인 생도맹그를 탈환하는데 장애가 되는 인물로 간주했다. 노예제도의 재도입을 부정하고 있었지만, 1802년에는 나폴레옹의 동생인 샤를르 르클레르가 이끄는 원정군이 생도맹그를 다시 점령하려 시도했다.
프랑스군에 알렉산드르 페숑 및 앙드레 리고가 이끄는 뮬라토의 군대도 참전했다. 리고는 3년 전에 투생에게 패배했던 경험이 있었다. 장자크 드살린 같은 투생과 가까운 동맹자가 프랑스군으로부터 도주를 하였다. 투생은 남아있는 군대를 이끌고 프랑스군에 투항하면 자유를 보장받을 수 있다고 들었다. 1802년 5월 투생은 투항에 동의를 했지만, 이것은 거짓 계략이었고, 결국 잡혀서 배를 타고 프랑스로 이감되어 유태인 요새에 수감되어 있다가 이듬해 1803년에 사망하게 된다.

## 노예제도에 대한 저항
몇 달 동안, 섬은 나폴레옹의 지배 하에 평온했다. 그러나 프랑스가 노예제도를 부활시키려 한다는 것이 밝혀지자, 드살린과 페숑이 1802년 10월 반기를 들고 프랑스와 싸웠다. 11월, 레클레르가 황열병으로 죽었다. 많은 프랑스군 병사들도 황열병으로 죽었다. 르클레르의 후임 로샨보 자작은 전임자보다 더 잔인한 방법으로 싸웠다. 로샨보의 만행으로 원래 프랑스 왕당파의 대부분이 반란군 측에 붙었다. 프랑스군은 영국의 해상 봉쇄로 기세가 위축되었고, 나폴레옹은 요청받은 대군을 보내는 것을 망설였다. 나폴레옹은 1803년 4월에 북미대륙의 루이지애나 식민지를 미국에 매각하고 서반구의 사업에 대한 관심을 잃어 갔다. 드살린은 반란군을 이끌고 끝내 1803년 프랑스 군대를 격파했다.
아이티 혁명의 마지막 전투인 《베르티에르 전투》는 1803년 11월 18일에 카파이티앙 근처에서 일어났다. 아이티 반군은 드살린이, 프랑스 식민지군은 로샨보 자작이 지휘했다. 베르티에르 전투의 결과, 1804년 1월 1일 드살린들은 고나이브에서 아이티의 독립을 선언하고, 토착민인 아라와크 족의 말을 따서 ‘아이티’라고 이름을 지었다. 혁명 직전의 섬의 인구는 약 550,000 명이었으며, 1804년 300,000명으로 줄었다. 생도맹그의 상실은 프랑스와 식민지 제국에 큰 타격이 되었다.

## 자유 공화국
1804년 1월 1일, 1801년 독재적인 헌법 하에서 새로운 지도자가 된 드살린은 아이티 자유공화국을 선포했다. 이리하여 아이티는 미국에 이어 서반구에서 두 번째 독립국이 되어 세계의 역사에서 유일하게 노예의 반란을 성공시켰다. 그러나 이 나라는 몇 년에 걸친 전쟁으로 몸살을 앓고 있었으며, 농업은 피폐했고, 공식적인 상업은 존재하지도 않았으며, 대중교육, 대부분의 기술도 갖추지 못하고 있었다.
장 피에르 보와이에의 통치 하에 아이티는 1825년에 샤를 10세의 압력을 받아 독립의 승인과 프랑스인 노예 소유자에 대한 보상으로 1억 5천만 프랑의 배상에 동의했지만, 1838년에는 9천만 프랑(30년 나머지 6천만 프랑)까지 감소시켰다. 이것은 프랑스의 침략으로부터 독립과 자유를 지키기 위한 대가였다. 그러나 이 "배상금"으로 아이티의 재정은 파산 상태가 되었으며, 아이티의 미래를 담보 프랑스의 은행에서 첫 번째 지불을 위한 자금을 차입했기 때문에 배상금과 이자는 그 후 오랫동안 아이티가 번영을 누리는데 걸림돌이 되었다. 배상금을 갚은 것은 실로 97년 후인 1922년이었다.
1804년 아이티 혁명의 종결은 이 섬에 대한 식민지의 종식을 뜻하는 것이었다. 그러나 노예제도 하에서 커진 사회적 갈등은 이후 대중들에게 영향을 주었다. 혁명은 아이티를 계속 통치하게 되는 아파란치 엘리트와 함께 강력한 권력을 지는 군부를 탄생시켰다. 이러한 요소가 두개의 파벌로 분열시켰다. 남부 장악한 알렉산드르 페숑의 지지자들은 "미러 비트"(뮬라토)가 압도적으로 많았고, 북부의 앙리 크리스토프의 지지자들은 대부분 "누와"(흑인)였다. 이 두 파가 새로운 국가 사업의 대부분을 쥐고 있었고, 분열이 계속되었다.
프랑스는 아이티에 자유를 부여했지만, 마르티니크와 과들루프는 노예제도를 계속했다. 영국은 1808년에 노예무역을 폐지하였고, 1834년에는 영국령의 서인도 제도에서 완전히 노예제도를 폐지했다. 프랑스는 거액의 배상금에 대한 대가로 1834년 아이티를 독립 국가로 공식 인정했다. 미국이 아이티를 인정한 것은 1862년의 일이었다.

## 영향
아이티 혁명은 미국과 영국의 식민지 노예 반란에 영향을 주었다. 서쪽의 큰 수입원을 잃은 나폴레옹은 유망한 서방세계에 대한 믿음을 접었고, 루이지애나를 포함한 지역에 있던 프랑스의 재산을 매각할 생각을 하게 되었다. 생도맹그에서 해방된 노예의 대부분이 뉴올리언스로 이주하여 그 마을의 역사에 큰 영향을 주었다. 18세기적인 "서반구 질서"에서 아이티 혁명에 의한 탈식민지와 노예제도 폐지는 첫 번째 근본적인 도전이 되었다. 영국은 1807년 노예무역을 공식적으로 폐지함으로써 그 영향을 강하게 받았다. 아메리카의 많은 노예들이 아이티 혁명의 투생 루베르튀르의 행동을 모방하려 했지만 결국은 실패했다. 아이티 혁명은 미국의 흑인 해방을 위한 설계도가 되기도 했다. 백인의 경계심을 불러 카리브 해에서 식민지 지배가 강화되고, 남미에서는 크레올 지배 체제가 탄생한다. 투생 루베르튀르는 혁명의 영웅으로 사람들의 기억에 남아 있고 지금도 흑인 예술 속에 등장하고 있다. 2004년 아이티는 프랑스에서 독립 200주년을 축하했다.

## 같이 보기
- 프랑스 혁명
- 생도맹그
- 투생 루베르튀르
- 장자크 데살린